# Kickboxer 4. – Az agresszor
A Kickboxer 4. – Az agresszor (eredeti cím: Kickboxer 4: The Aggressor) 1994-ben közvetlenül videóra kiadott amerikai harcművészeti film Albert Pyun rendezésében. A Kickboxer-filmsorozat negyedik része. Az eredeti sorozatnak ez az utolsó olyan folytatása, melyben David Sloane (Sasha Mitchell), illetve Tong Po (Kamel Krifa) feltűnik. 
Folytatása, a Kickboxer 5. – Az igazság nevében (1995) csak felszínesen kapcsolódik a filmhez és új főszereplőként Mark Dacascost mutatja be.

## Cselekmény
A film elején egy összefoglaló látható a korábbi részekből, miközben David Sloane levelet ír feleségének, Vickynek. Sloane-t hamis vádak alapján régi ellensége, Tong Po börtönbe juttatta, míg David felesége (az időközben az egyik legbefolyásosabb mexikói drogbáróvá váló) Po szexrabszolgája lett. A DEA ügynöke, Casey Ford felajánlja Sloane-nak a szabadulását, cserébe Po kiiktatásáért. Erre hamarosan lehetősége nyílik a drogbáró által szervezett harcművészeti viadalon, ahol a győztes egymillió dollárt kap, továbbá lehetőséget megküzdeni Póval. 
Sloane Jack Jones álnéven Mexikóba indul, közben egy utcai mérkőzésen jogot szerez arra, hogy részt vehessen Po bajnokságán. Egy határ menti bárban megment egy Megan Laurence nevű fiatal nőt és megveri annak támadóit – kiderül, hogy a lány is a versenyre igyekszik. A selejtezőn egymás ellen kell harcolniuk, de Sloane könnyedén és vérontás nélkül teszi ártalmatlanná ellenfelét (ennek ellenére Megan Po engedélyével továbbra is részt vehet a versenyen). Találkozik régi ismerősével, a tehetséges harcos Lando Smith-szel is, aki később segít Sloane-nak küldetése végrehajtásában.
A megnyitó ceremóniát hátrahagyva Sloane szembesül a helyszínt védő fegyveres őrök hadával. Az éjszaka folyamán rátalál feleségére, de nem tudja kimenteni, mielőtt megszólalhatnának a riasztók. A másnapi tornán Smith és Laurence is továbbjut, Sloane mérkőzése közben pedig Smith eltereli Po figyelmét, így az nem ismerheti fel régi ellenségét. A Sloane felesége utáni nyomozás érdekében Smith szexuális viszonyt létesít Po egyik női alkalmazottjával, Darcyval. Az információért cserébe felajánlja neki a szökés lehetőségét a drogbáró elől. Smith azonban később fogságba esik és megkínzását követően – hogy Darcy életét megmentse – bevallja, hogy a DEA ügynöke. Po azonban mindezek után halálra kínozza a nőt.
Sloane eközben nem találja feleségét annak korábbi cellájában és a drogbáró emberei foglyul ejtik. A torna utolsó napján Po bejelenti az új szabályt: minden harc életre-halálra fog lezajlani. Ígérete szerint a szabályt ellenzők sértetlenül eltávozhatnak, mégis saját kezűleg végzi ki a versenyt hátrahagyó harcosokat. Smith-t és Sloane-t az arénába vonszolják, s ekkor a házigazda elmondja az egybegyűlteknek, hogy a versenyt halott felesége, Sian emlékére szervezte meg; az asszonyt több évvel korábban a DEA emberei ölték meg egy rajtaütés során. A tragédiáért Sloane-t hibáztató Po plusz pénzdíjat ajánl annak, aki legyőzi a férfit, ám David felülkerekedik támadóin. Laurence elmondja a megmaradt harcosoknak, hogy nem létezik az egymillió dolláros pénznyeremény és Po a verseny után minden harcossal végezni fog. Ezt hallva a résztvevők a fegyveresek ellen fordulnak.
Po önmaga lép az arénába és egymás után legyőzi a harcosokat, köztük Smith-t is. Egy brutális verekedés végén Sloane legyőzi ellenségét, de az el tud menekülni a helyszínről. Bár Po egyik embere túszul ejti Vickyt, David egy késsel ártalmatlanná teszi a férfit. Feleségével, Smith-szel és Laurence-szel együtt elhagyja Mexikót.

## Szereplők
| Színész               | Szerep                        | Magyar hang        | Magyar hang        | Magyar hang |
| Színész               | Szerep                        | 1. magyar változat | 2. magyar változat |             |
| --------------------- | ----------------------------- | ------------------ | ------------------ | ----------- |
| Sasha Mitchell        | David Sloane                  | Csankó Zoltán      | Galambos Péter     |             |
| Nicholas Guest        | Casey Ford DEA-ügynök         | Holl Nándor        | Vári Attila        |             |
| Brad Thornton         | Lando Smith                   | Rékasi Károly      | Juhász György      |             |
| Thom Mathews          | Bill                          | Sztarenki Pál      | Bozsó Péter        |             |
| Kamel Krifa           | Tong Po                       | Csuja Imre         | Sörös Sándor       |             |
| Michele Krasnoo       | Megan Laurence                | Dudás Eszter       |                    |             |
| Deborah Mansy         | Vicky                         |                    |                    |             |
| Jill Pierce           | Darcy                         | Ősi Ildikó         |                    |             |
| Nicholas Anthony      | Brubaker                      | Rosta Sándor       | Holl Nándor        |             |
| Derek Partridge       | mexikói Bob                   | Holl Nándor        |                    |             |
| Burton Richardson     | Thomas                        |                    |                    |             |
| Jean-Claude Van Damme | Kurt Sloane (archív felvétel) |                    | Dózsa Zoltán       |             |
| Dennis Alexio         | Eric Sloane (archív felvétel) |                    | Bolla Róbert       |             |
| Michel Qissi          | Tong Po (archív felvétel)     |                    |                    |             |

## Fordítás
- Ez a szócikk részben vagy egészben  a   Kickboxer 4 című angol Wikipédia-szócikk fordításán alapul.  Az eredeti cikk szerkesztőit annak laptörténete sorolja fel. Ez a jelzés csupán a megfogalmazás eredetét és a szerzői jogokat jelzi, nem szolgál a cikkben szereplő információk forrásmegjelöléseként.